# Илов (Восточная Фризия)
Илов (нем. Ihlow) — община в Германии, в земле Нижняя Саксония.
Входит в состав района Аурих. Население составляет 12 475 человек (на 31 декабря 2010 года). Занимает площадь 123 км².
Коммуна подразделяется на 12 сельских округов.
| Год  | Население |
| ---- | --------- |
| 1990 | 10 521    |
| 1995 | 11 031    |
| 2000 | 12 050    |
| 2005 | 12 605    |
| 2010 | 12 459    |